# Kommunalunternehmen Stadtwerke Ochsenfurt
Das Kommunalunternehmen Stadtwerke Ochsenfurt (KSO) betreibt die Trinkwasserver- und Abwasserentsorgung der Stadt Ochsenfurt, das Freibad „Main Insel Bad“, ein Parkhaus sowie den Hafen Ochsenfurt. Außerdem ist es ein öffentliches Eisenbahninfrastrukturunternehmen und betreibt als solches ein etwa zwei Kilometer langes Industriestammgleis, die sogenannte Mainländebahn (Strecke 5206).
Anschließer sind die BayWa im Westen und Südzucker im Osten.